# أيدع
الأيدع أو دراسينا أو دم التنين أو شجرة التنين أو التنينية أو الشَيّان أو عرق الحمرة أو  القاطر أو دم الثعبان (الاسم العلمي: Dracaena) هي جنس من النباتات تتبع الفصيلة الهليونية من رتبة الهليونيات. وهي نبات من النوع القائم يعطي أوراقا شريطية مختلفة الأشكال والألوان وتكون الألوان عادة مخططة باللون الأبيض أو الأصفر مع الأخضر الداكن، وهو من النباتات التي تتخمل المعيشة داخل المنازل. والأيدع نبات مائي قوي التحمل يشبه نبات عصفور الجنة ، ومنه لون أخضر ذو حروف بيضاء ونوع أحضر ذو حروف حمراء .
ينمو نبات الأيدع في جو معتدل في الغالب، ويحتاج النبات إلى رطوبة عالية ولذلك يتم رش النبات بالماء على فترات متعددة، والأيدع يمكن وضعه في أماكن بها ضوء ساطع أو أماكن نصف ظليلة.
يتم تكاثر الأيدع بالعقل الطرفية أو الساقية، ويتم تسنيده مرة كل أسبوع خلال فترة النمو لان له فترة سكون في الشتاء،
ويحتاج الأيدع للري المتكرر الغزير خلال أشهر الصيف بينما يقلل الري خلال أشهر الشتاء.

## أنواع الأيدع
- أيدع زنجفري
- أيدع تنيني
- أيدع إهليلجي
- أيدع أرجواني
- أيدع أريجي
- أيدع أمريكي
- أيدع برتقالي
- أيدع برعمي
- أيدع بكويرتي
- أيدع بهيج
- أيدع بورنيوني
- أيدع بيضوي
- أيدع ترانسفالي
- أيدع تسماني
- أيدع تيموري
- أيدع ثلاثي الأسدي
- أيدع ثنائي اللون
- أيدع خشن
- أيدع خضراء الأزهار
- أيدع خيطي
- أيدع ذهبي
- أيدع رفيع الأوراق
- أيدع روكي
- أيدع سامح
- أيدع سميك الأوراق
- أيدع سناني الأوراق
- أيدع سنبلي
- أيدع سنغافوري
- أيدع سيامي
- أيدع سيفي الأوراق
- أيدع شجري
- أيدع شديد الحد
- أيدع صغير الأزهار
- أيدع صلب
- أيدع طويل الأوراق
- أيدع عديم الساق
- أيدع غابوني
- أيدع غرفثي
- أيدع غينيا الجديد
- أيدع فنديريستي
- أيدع فيشري
- أيدع قصير الأزهار
- أيدع قصير الأوراق
- أيدع قصير السنابل
- أيدع كاميروني
- أيدع كثير الأزهار
- أيدع كثيف الأوراق
- أيدع كرزي
- أيدع كمبودي
- أيدع كوبي
- أيدع ماني
- أيدع مبرغل
- أيدع متجمع
- أيدع متعدد الأزهار
- أيدع متناسق
- أيدع متهدل
- أيدع مزدحم
- أيدع مستدق الطرف
- أيدع مسوق
- أيدع منحني
- أيدع منعكس
- أيدع هامشي
- أيدع يوكاوي الأوراق